# Seconde expédition de Sumatra
La seconde expédition de Sumatra est une expédition punitive menée par la marine des États-Unis en 1838 contre les habitants de l'île de Sumatra. Après le massacre de l’équipage du navire marchand américain l’Eclipse par des guerriers ou des pirates malais, une expédition menée par deux navires de guerre américains débarquent une force qui vainc les Malais lors de deux opérations.